# 오산학교
오산학교(五山學校)는 1907년 12월 남강(南崗) 이승훈(李昇薰)이 민족운동의 인재와 국민교육의 사표(師表)를 양성할 목적으로 평안북도 정주에 세운 학교이다.
이승훈이 오산학교를 세운 것은 애국 계몽 운동 단체인 신민회의 민족 운동 노선에 따른 것이었다.
당시 관찰사 박성봉은 재원을 지원하여 학교 설립을 도왔다. 초대 교장은 백이행(白彛行)이었으나, 1910년 나부열(羅富悅) 목사를 설립자 겸 교장으로 추대하여 기독교주의 학교로 만들었다.
초대 교장 백이행의 뒤를 이어 이종성(李鍾聲)·박기선(朴基璿)·조만식(曺晩植)·류영모(柳永模)·홍명희(洪命熹)·김성환(金星煥)·주기용(朱基瑢) 같은 이들이 남강의 지도정신 아래 학교를 이끌어 갔다. 교사로는 3·1운동 전엔 여준(呂準)·서진순(徐進淳)·류영모(柳永模)·이택호(李宅鎬)·염상섭(廉尙燮)·김억(金億)·이상정(李相定)·진연근(陳演根)·이윤재 (李允宰) 등이 있었다. 오산학교는 사관학교·훈련원·정치학교·인문중학교 및 특수모범자 양성소 등을 겸한 학교였다. 소정의 교과과정 외에 남강의 훈화와 직접적 훈도를 통한 민족정신의 고취와 민족성 개조에 치중하게 되었다.
광복 이후 공산 학정을 피해 교장 주기용을 비롯한 교사와 학생 대다수 월남하여 1953년 4월 피난지 부산에서 학교를 재건하였으며 1954년 서울특별시 용산구 원효로 2가 92번지로 이전하고 부산 교정은 분교로 운영하였다. 1956년 부산 교정은 폐쇄하고 원효로 2가에서 서울특별시 용산구 보광동으로 이전하였으며 오산중학교와 오산고등학교로 분리되어 현재에 이르고 있다.
평안북도 정주 출신인 조형균(趙衡均)은 이승훈(李昇薰)과 오산학교(五山學校)를 설립하여 교육을 통한  민족의식 고취에 힘썼다.

## 같이 보기
- 구제중학교
- 오산고등학교
- 오산중학교